# Ataenius forsteri
Ataenius forsteri är en skalbaggsart som beskrevs av Vladimir Balthasar 1960. Ataenius forsteri ingår i släktet Ataenius och familjen Aphodiidae. Inga underarter finns listade.